# 中川真生哉
中川 真生哉（なかがわ まおや、1996年9月12日 - ）は、ラグビーユニオンの選手。

## 略歴
玉川学園高等部卒業後、2016年、日本体育大学に入る。
2020年、日本体育大学卒業後、Honda Heat(現・三重ホンダヒート)に加入。
2021年2月20日にジャパンラグビートップリーグ第1節NTTコミュニケーションズシャイニングアークス戦に先発出場で公式戦初出場を果たす。
2022年、三菱重工相模原ダイナボアーズに加入。
2025年5月、三菱重工相模原ダイナボアーズを退団。